# Jablana
Jablana – wieś w Słowenii, w gminie Zagorje ob Savi. W 2018 roku liczyła 74 mieszkańców.